# 新川和江
新川 和江（しんかわかずえ、1929年4月22日 - 2024年8月10日）は、日本の詩人。
西條八十に師事。第1詩集『睡り椅子』(1953年)を刊行し、詩誌「地球」の同人となった。愛情にあふれた詩風が特徴。作品に『ローマの秋・その他』(1965年)、『ひきわり麦抄』(1986年)、『いつもどこかで』(1999年)、『記憶する水』(2007年)など。
息子に作曲家・編曲家・キーボーディストの新川博がいる。

## 略歴
茨城県結城市出身。県立結城高等女学校（のちの茨城県立結城第二高等学校）卒業。小学校のころより野口雨情などの童謡に親しみ、定型詩などを作る文学少女だった。女学校在学中、近くに疎開してきた詩人の西條八十に詩の手ほどきを受けた。
卒業して17歳で新川淳と結婚後、上京し、詩の投稿を始める。1953年、最初の詩集『睡り椅子』を刊行。新鮮で自由な感覚で、母性愛や男女のさまざまな愛の姿をうたう。巧みに使われる比喩表現が特徴。1983年、女性のための季刊詩誌「現代詩ラ・メール」を吉原幸子と共に創刊。1993年の終刊まで女性詩人の活動を支援した。輩出したラ・メール新人賞の受賞者には鈴木ユリイカ、小池昌代、岬多可子、高塚かず子、宮尾節子らがいる。
その詩は多くの作曲家によって歌にされており、中には息子の博の手によるものもある。飯沼信義「うつくしい鐘が…」や鈴木輝昭「良寛」のように、作曲家のために詩を書き下ろしたものも少なくない。
長く『産経新聞』の『朝の詩（うた）』の選者を務め、常連の投稿者の一人である柴田トヨを高く評価していた。
2001年（平成13年）3月、結城市名誉市民表彰を受け、2004年（平成16年）5月に開館したゆうき図書館の名誉館長に就任した。
2024年（令和6年）8月10日に死去。95歳没。

## 受賞歴
- 1960年 『季節の花詩集』第9回小学館文学賞受賞。
- 1965年 『ローマの秋・その他』第5回室生犀星詩人賞受賞。
- 1987年 『ひきわり麦抄』で第5回現代詩人賞受賞。
- 1992年 『星のおしごと』第22回日本童謡賞受賞。
- 1993年 『潮の庭から』（加島祥造共著）で第3回丸山豊記念現代詩賞受賞。
- 1998年 『けさの陽に』で第13回詩歌文学館賞受賞。
- 1999年 『はたはたと頁がめくれ…』をはじめとする全業績に対して第37回藤村記念歴程賞受賞。
- 2000年 『いつもどこかで』で第47回産経児童出版文化賞JR賞受賞。
- 2000年 勲四等瑞宝章受章[3]
- 2007年 『記憶する水』で第25回現代詩花椿賞受賞。
- 2008年 『記憶する水』で第15回]丸山薫賞受賞。

## 著書

### 単著
- 『睡り椅子』（プレイアド発行所） 1953
- 『絵本「永遠」新川和江詩集』（地球社） 1959
- 『ローマの秋・その他』（思潮社） 1965
- 『かわいい魔女』（新書館） 1966
- 『わたしの愛は…』（新書館） 1968
- 『ひとりで街をゆくときも』（新書館） 1969
- 『恋人たち 詩集』（サンリオ山梨シルクセンター出版部） 1971
- 『草いちご』（山梨シルクセンター出版部） 1972
- 『明日のりんご』（新書館） 1973
- 『海と愛 新川和江詩集』（山梨シルクセンター出版部） 1973
- 『土へのオード13』（サンリオ出版、現代女性詩人叢書） 1974
- 『キュリー夫人』（教育出版、小学6年生国語教科書）1974[4]
- 『新川和江詩集』（思潮社、現代詩文庫） 1975
- 『花ろうそくをともす日 詩集結婚』（サンリオ出版） 1975
- 『野のまつり』（教育出版センター、少年少女の詩集シリーズ） 1978
- 『愛がひとつの林檎なら 季節の恋詩』（大和書房） 1978
- 『火へのオード18』（紫陽社） 1977
- 『夢のうちそと』（花神社） 1979
- 『水へのオード16』（花神社） 1980
- 『渚にて 新川和江詩集』（沖積舎） 1982
- 『花嫁の財布』（文化出版局） 1983
- 『新選新川和江詩集』（思潮社、新選現代詩文庫） 1983
- 『朝の詩』（花神社） 1983
- 『ヤァ! ヤナギの木』（教育出版センター、ジュニア・ポエム双書） 1985
- 『いっしょけんめい 母と子の詩』（フレーベル館） 1985
- 『ひきわり麦抄』（花神社） 1986
- 『朝ごとに生まれよ、私』（海竜社） 1986
- 『新川和江文庫』全5巻 （花神社） 1988 - 1989
- 『いなかのあいさつ』（教育出版、小学6年生国語教科書）1989[5]
- 『はね橋』（花神社） 1990
- 『春とおないどし』（花神社） 1991
- 『星のおしごと』（大日本図書、小さい詩集） 1991
- 『続・新川和江詩集』（思潮社、現代詩文庫） 1995
- 『わたしを束ねないで』（ザイロ） 1996
- 『けさの陽に』（花神社） 1997
- 『地球よ』（岩崎書店、美しい日本の詩歌） 1997
- 『わたしは、此処』（花神社） 1999
- 『いつもどこかで』（大日本図書、詩を読もう!） 1999
- 『はたはたと頁がめくれ…』（花神社） 1999
- 『新川和江全詩集』（花神社） 2000
- 『これはこれは』（野見山暁治絵、玲風書房） 2000
- 『お母さんのきもち』（小学館） 2001
- 『生きる理由』（花神社） 2002
- 『それから光がきた』（理論社、詩と歩こう） 2004
- 『新川和江詩集』 (ハルキ文庫)  2004
- 『人体詩抄』（玲風書房） 2005
- 『詩の履歴書 「いのち」の詩学』（思潮社、詩の森文庫） 2006
- 『記憶する水』（思潮社） 2007
- 『詩が生まれるとき』（みすず書房） 2009
- 『名づけられた葉なのだから』（大日本図書） 2011
- 『この星で生れた 新川和江少年・少女詩集』 (北溟社、現代詩のプロムナード 別巻） 2010
- 『ブック・エンド』（思潮社） 2013
- 『千度呼べば』（新潮社） 2013
- 『続続・新川和江詩集』（思潮社、現代詩文庫） 2015

### 共著
- 『われら中学生』（嶋岡晨共著、毎日新聞社、ヤング・エリート選書） 1969
- 『女たちの名詩集』正・続 (思潮社、ラ・メールブックス） 1992
- 『祝婚のうた』 （小学館） 1993
- 『潮の庭から』（加島祥造共著、花神社） 1993
- 『朝の詩 1982 - 2002 : 父、母、わたしを守ってくれるもの』（編、幻冬舎） 2003
- 『おばさんから子どもたちへ贈る詩の花束 (日本女性2人詩集)』 （水崎野里子共著、ブックウェイ） 2018

その他、児童文学の再話、アンソロジー編纂等多数。

## テレビ出演
- 一枚の写真（1988年8月23日、フジテレビ）